# ساتوشي شينجاكي
ساتوشي شينجاكي (باليابانية: 新垣諭) مواليد 21 فبراير 1964 في إتومان، أوكيناوا، اليابان، هو ملاكم محترف ياباني يصنف ضمن فئة وزن الديك. حقق بطولة الاتحاد الدولي للملاكمة.

## إحصائيات
خاض خلال مسيرته 15 نزالا، فاز في 11 وتعادل في 1 وخسر في 3. فاز بالضربة القاضية في 8 نزالا.

## روابط خارجية
- ساتوشي شينجاكي على موقع بوكس ريك (الإنجليزية) (registration required)